# Zespół Szkół Muzycznych im. Karola Szymanowskiego w Toruniu
Zespół Szkół Muzycznych im. Karola Szymanowskiego w Toruniu – zespół szkół muzycznych I i II stopnia w Toruniu, działająca od 1921 roku.

## Historia

### Konserwatorium Muzyczne Pomorskiego Towarzystwa Muzycznego
Konserwatorium Muzyczne Pomorskiego Towarzystwa Muzycznego zostało założone przez Pomorskie Towarzystwo Muzyczne w Toruniu i Konfraternię Artystów 1 września 1921 roku. Było to pierwsze konserwatorium muzyczne na Pomorzu. W pierwszych miesiącach działalności dzieliło się na dwuletnią szkołę wstępną, czteroletnie liceum oraz kursy wirtuozowskie. Ponadto miało osobne oddziały dla organistów i dyrygentów. W szkole uczono gry na fortepianie, organach, skrzypcach, altówce, wiolonczeli, śpiewu (solowego, chóralnego, solfeżu), gimnastyki rytmicznej, teorii muzycznej, rytuału kościelnego, polskiej pieśni ludowej oraz języków obcych (łaciny, francuskiego i włoskiego).
Pierwsza siedziba Konserwatorium mieściła się w prywatnym mieszkaniu Adama Kuryłło przy ul. Mostowej 6. W roku szkolnym 1923/1924 szkoła przeniosła się na ul. Chełmińską 16, gdzie dysponowała ośmioma pokojami i jednym większym pomieszczeniem. We wrześniu 1933 roku Konserwatorium przeniosło się na ul. Strumykową 19. W 1936 roku Konserwatorium oraz Pomorskie Towarzystwo Muzyczne przeniosło się do Dworu Artusa.
Klasy były prowadzone przez toruńskich muzyków oraz profesorów z Warszawy i Poznania. W czerwcu 1921 roku opłata miesięczna w szkole wstępnej wynosiła 280 marek niemieckich, w liceum niższym 340, w liceum wyższym 400 marek niemieckich. Z opłat mogli być zwolnieni uczniowie z niezamożnych rodzin.
W 1921 roku odbył się pierwszy publiczny koncert uczniów konserwatorium. Przez problemy finansowe szkoła w latach 1922–1923 nie mogła rozwinąć swojej działalności. W lutym 1923 roku nowym dyrektorem konserwatorium został Marceli Popławski. W listopadzie 1925 roku konserwatorium uzyskało statut uczelni wyższej. W 1929 roku nowym dyrektorem konserwatorium został Henryk Richter, rok później jego obowiązki przejął Stanisław Łopatyński. W 1935 roku szkole ustanowiono kuratora. W 1936 roku nowym dyrektorem został Piotr Perkowski. W drugiej połowie lat 30. XX wieku poprawiła się sytuacja finansowa szkoły. Zatrudniono nowych nauczycieli, wzrosła liczba uczniów. W 1936 roku konserwatorium rozpoczęło kształcenie nauczycieli śpiewu i muzyki w szkołach ogólnokształcących. Kursy nauczycielskie trwały trzy lata. Działalność Konserwatorium przerwał wybuch II wojny światowej.

### Lata 1945–1990
Po II wojnie światowej Irena Kurpisz-Stefanowa rozpoczęła odbudowę szkoły muzycznej, która odtąd działała jako Instytut Muzyczny. Większość nauczycieli Konserwatorium zginęło podczas wojny lub opuściło Toruń. Na miejscu pozostali wyłącznie Feliks Tomaszewski i Jerzy Stefan. W sierpniu 1945 roku szkoła przeniosła się do budynku przy ul. Adama Mickiewicza 28. Należące do Konserwatorium instrumenty zostały zniszczone. Pomimo trudności szkoła wznowiła działalność. Zaczęła pozyskiwać nowe instrumenty muzyczne, zatrudniła nowych pedagogów i rozpoczęła remont nowej siedziby.
W marcu 1947 roku placówka dzieliła się na dwie szkoły: Szkołę Muzyczną (niższego stopnia, dyrektor Feliks Tomaszewski) oraz Instytut Muzyczny (średniego stopnia, dyrektor Irena Kurpisz-Stefanowa). Obie szkoły mieściły się w budynku przy ul. Adama Mickiewicza 28. W marcu 1948 roku Szkołę Muzyczną przekształcono w Państwową Niższą (Podstawową) Szkołę Muzyczną (PNSM), a Instytut Muzyczny w Państwową Średnią Szkołę Muzyczną im. Karola Szymanowskiego (PŚSM). Od 1949 roku kierownikiem PŚSM była Helena Gawrońska-Łukowicz. W tym samym roku na terenie szkoły działał Ośrodek Upowszechniania Muzyki.
W latach 50. i 60. XX wieku nastąpił czas stabilizacji struktury organizacyjnej PNSM i PŚSM. W latach 70. szkoły otrzymały dodatkowe pomieszczenie w zajmowanym budynku, otrzymała dodatkowe instrumenty muzyczne.
W 1979 roku szkoły otrzymały do dyspozycji parter budynku przy ul. Adama Mickiewicza 30. Obie placówki zostały połączone. Dyrektorem nowej szkoły została Irena Bagińska-Chorosiewicz.

### Zespół Szkół Muzycznych im. Karola Szymanowskiego
W 1990 roku utworzono Zespół Szkół Muzycznych im. Karola Szymanowskiego w Toruniu (ZSM). Szkoła otrzymała gmach przy ul. Tymona Niesiołowskiego 20.
We wrześniu 2000 roku w budynku przy ul. Kosynierów Kościuszkowskich 11 rozpoczęła działalność (w ramach ZSM) Ogólnokształcąca Szkoła Muzyczna II stopnia. Decyzją Rady Miasta Torunia 13 września 2001 roku szkoła otrzymała medal „Za zasługi dla Miasta Torunia”. W 2006 roku ZSM przeniosło się do budynku przy ul. Szosa Chełmińska 224/226 na Wrzosach. W maju 2010 roku oddano do użytku Salę Koncertową ZSM. W 2016 roku szkoła otrzymała Medal Honorowy  Prezydenta Miasta Torunia „Thorunium”.
W latach 2009–2010 Miasto Toruń zbudowało dla Zespołu Szkół Muzycznych salę koncertową z łącznikiem. W sali znajduje się sceny dla orkiestry i chóru oraz widownia na 300 osób.
W 2021 roku szkoła obchodziła stulecie działalności.

## Dyrektorzy
- Dyrektorzy Konserwatorium Muzycznego Pomorskiego Towarzystwa Muzycznego
  - Adam Kuryłło (1921–1923)
  - Marceli Popławski (1923–1929)
  - Stanisław Łopatyński (1930–1935)
  - Piotr Perkowski (1936–1939)
- Dyrektorzy Instytutu Muzycznego / Państwowej Średniej Szkoły Muzycznej im. Karola Szymanowskiego  / Państwowej Szkoły Muzycznej II stopnia
  - Irena Kurpisz-Stefanowa (1945–1952)
  - Wacław Splewiński (1952–1955)
  - Jerzy Tadeusz Stefan (1956–1960)
  - Leonid (Leon) Zabrodin (1960–1968)
  - Zdzisław Starniewski (1968–1973)
- Kierownicy Państwowej Niższej Szkoły Muzycznej / Państwowej Podstawowej Szkoły Muzycznej / Państwowej Szkoły Muzycznej I stopnia
  - Feliks Tomaszewski (1947–1949)
  - Helena Gawrońska-Łukowicz (1949–1952)
  - Andrzej Henryk Lechnio (1953–1972)
  - Zdzisław Starniewski (1972–1973)
- Dyrektorzy Państwowej Szkoły Muzycznej I i II stopnia
  - Bogdan Bilski (1973–1979)
  - Barbara Matusiak (1979–1982)
  - Irena Bagińska-Chorosiewicz (1982–1989)
  - Krystyna Tubaja (1989–1990)
- Dyrektorzy Zespołu Szkół Muzycznych
  - Krystyna Tubaja (1990–1997)
  - Ewa Skarżewska (1997–2002)
  - Dorota Zawacka-Wakarecy (2002–2017)
  - Kinga Litowska (od 2017)

Opracowano na podstawie oficjalnej strony internetowej Zespołu Szkół Muzycznych